# Turritriton kobelti
Turritriton kobelti is een slakkensoort uit de familie van de Ranellidae. De wetenschappelijke naam van de soort is voor het eerst geldig gepubliceerd in 1884 door Maltzan.